# Rafaela Herrera
Rafaela de Herrera y Torreynosa (Cartagena de Indias, Virreinato de Nueva Granada, España, actual Colombia, 6 de agosto de 1742-Granada, Intendencia de León, actual Nicaragua, 30 de mayo de 1805) fue una criolla española considerada como Heroína Nacional de Nicaragua, porque según las fuentes históricas defendió y repelió con éxito el ataque de los ingleses al Castillo de la Inmaculada Concepción en julio de 1762.

## Biografía
Nació el 6 de agosto de 1742 en Cartagena de Indias en el seno familiar conformado por el comandante castellano José de Herrera y Sotomayor, Teniente y Capitán del Batallón de la Plaza de Cartagena, que se había destacado como artillero en acciones contra los ingleses en 1740 y 1741; y en 1753 había sido nombrado Comandante del Castillo del Río San Juan, y por María Felipa Torreynosa y Udiarte. Para ese entonces su hija tenía diez años, y nueve permaneció junto a él en dicha fortaleza, de manera que éste tuvo tiempo para instruirla en el manejo del cañón, “y con alguna propiedad y acierto lo montaba, cargaba, apuntaba y disparaba”, según consta en uno de los memoriales de la defensa del Castillo el 29 de julio de 1762. Fue educada según las reglas y obligaciones de su tiempo, como una joven con ardiente amor a la patria y servicio al Rey.
Fue descendiente de importantes representantes españoles como su abuelo don Juan de Herrera y Sotomayor, ilustre ingeniero militar, y de su bisabuelo don José Antonio Herrera y Sotomayor, capitán general y gobernador del Río de la Plata. Estudió en el colegio franciscano.

## Acto de heroísmo

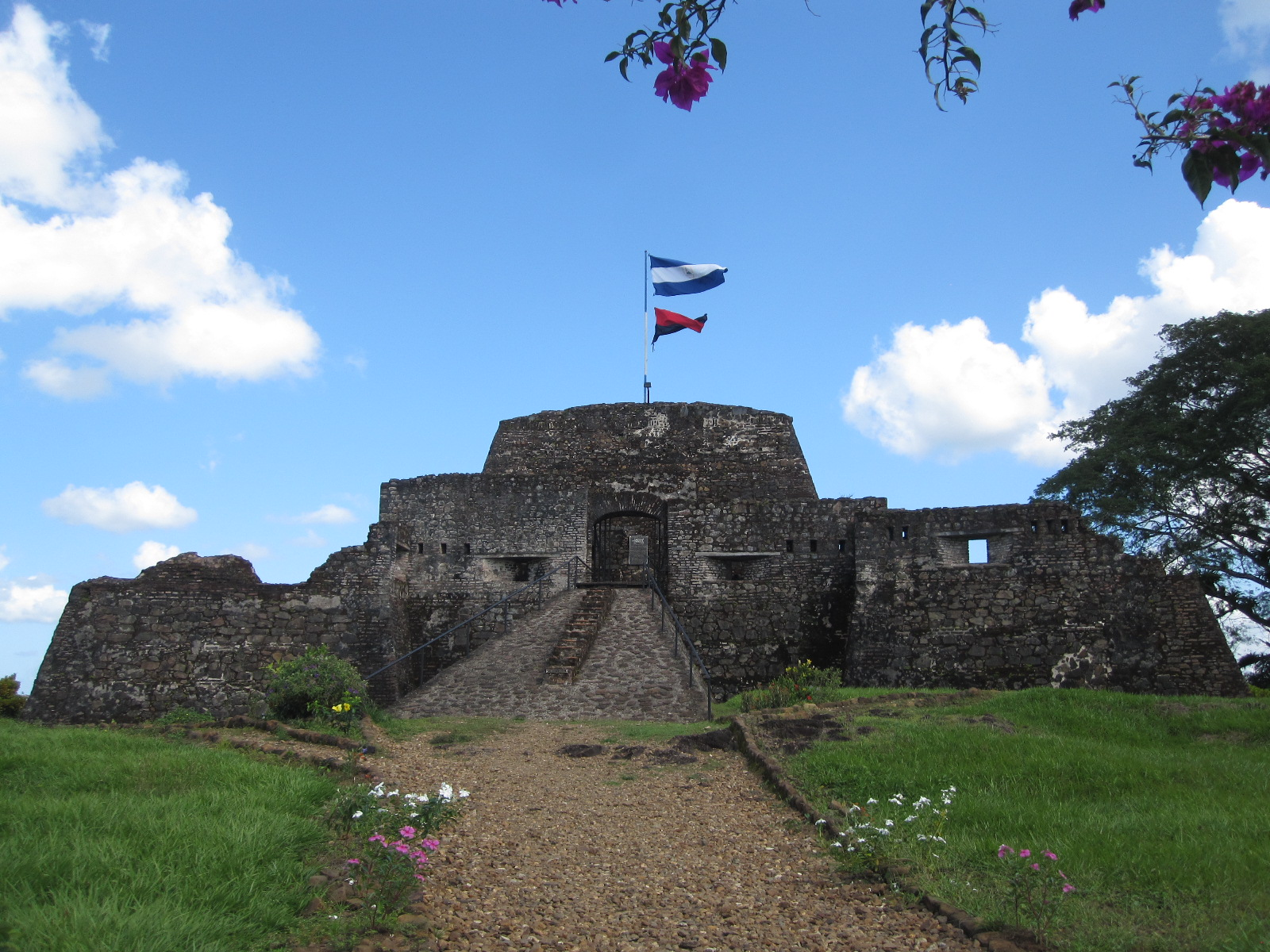
Fortaleza de La Inmaculada y Purísima Concepción en Nicaragua

Exploradores, navegantes, gobernantes, ingenieros y científicos españoles, portugueses, ingleses, franceses y holandeses (Países Bajos) de la época, coincidían en que Nicaragua (al igual que el istmo de Panamá y el istmo de Tehuantepec), presentaban las características idóneas para la construcción de un canal interoceánico; la expedición que atacó el Castillo-Fortaleza fue enviada por el Gobernador inglés de Jamaica William Henry Littleton, teniendo su punto de partida en el Río San Juan en un momento en que el comandante Herrera sufría una grave enfermedad y se debatía entre la vida y la muerte. 
Según las fuentes, en el lecho de muerte de su padre, Rafaela hace juramento de defender la fortaleza, aunque le cueste la vida. Tras la muerte de José de Herrera el 15 de julio de 1762, el teniente Juan Aguilar y Santa Cruz tomó el control de la fortaleza. Los ingleses, al enterarse de que la misma había perdido a su comandante, mandaron a pedir la llave del castillo, con la promesa de "no hacerle daño a nadie". El teniente contestó que no podía entregarlas y que resistiría cuantos ataques intentasen.
El 29 de julio de 1762, los ingleses estaban ubicados frente al castillo. Tras oírse a las 4 de la mañana “un tiro de pedrero, río abajo”, se presentó el enemigo. A las once de la mañana aparecieron siete grandes piraguas que, disparando nueve tiros de pedreros, desembarcaron algunas tropas en la orilla sur del río. A las tres de la tarde, la hija del difunto comandante, con el permiso del nuevo, disparó un certero cañonazo dispersando al enemigo y dando muerte al comandante de la guarnición inglesa. El ataque de la joven les había causado muchos daños hasta el punto que, según testigos del barco donde venían los altos oficiales, después del impacto del cañón, casi ninguno estaba vivo y los demás terminaron muy malheridos como para seguir luchando.
El 30 los invasores, no sin retirarse alguna distancia por nuevos cañonazos del Castillo, pidieron parlamentar y el 31 se rompieron los fuegos. El 1° de agosto, “se siguió en el fuego con el mismo ardor que en el antecedente y por la noche no dexó de ser bastante vivo de una y otra parte”. El 2 cesó la artillería de ambas partes y el 3 los ingleses y aliados abandonaron sus posiciones, retirándose.

Bandera usada en las fortificaciones españolas costeras desde 1701 a 1785

Dada la magnitud de este acto heroico algunos historiadores como Gámez intentaron exaltar aún más a la joven inventándose que esta habría dispuesto una especie de “fuego griego” al impregnar sabanas de alcohol que navegarían río abajo y, supuestamente, habrían sido deslizadas en dirección a la guarnición inglesa.
El ataque a fuego cruzado se mantuvo durante varios días, la victoria de la guarnición exalto el heroísmo de la joven.

## Vida posterior
Después de su acto heroico, Rafaela contrajo matrimonio con el granadino don Pablo Mora con quien procreó cinco hijos. Enviudó y la familia vivió en la pobreza en un vecindario pobre de la ciudad de Granada hasta 1781.
El 11 de noviembre de 1781 el rey Carlos III firmó un decreto real por medio del cual se le concedió una pensión vitalicia por su heroica acción:

"El Rey: por cuanto he sido informado del distinguido valor y fidelidad con que vos, doña Rafaela Herrera y Udiarte, viuda que al presente sois defendisteis el Castillo de la Purísima Concepción de Nicaragua en el Río San Juan, consiguiendo a pesar de las superiores fuerzas del enemigo, hacerle levantar el sitio, y ponerse en vergonzosa fuga, pues superando la debilidad de vuestro sexo, subisteis al caballero de la fortaleza, y disparando la artillería por vuestra mano matastéis con el tercer tiro al comandante inglés en su misma tienda: realzando la acción a la corta edad de diecinueve años que contabais, no tener castellano el Castillo, ni comandante ni otra guarnición que la de mulatos y negros, que habían resuelto entregarse cobardemente, con la fortaleza a que os opusisteis con el mayor esfuerzo; en consideración, pues, a tan señalado servicio, he decidido que goceis de pensión vitalicia... Yo, el Rey".

También el 28 de octubre se había expedido otra real orden de la cual se le concedían “tierras realengas” (propiedad de la corona) a la reconocida heroína. Textualmente el Secretario de Indias comunicaba al presidente de la Real Audiencia de Guatemala, don Matías de Gálvez:

“No satisfecho Su Majestad con la remuneración antecedente, y deseando quede a la posteridad de Doña Rafaela Herrera recuerdo de una acción que tiene pocos ejemplares, me manda asimismo prevenir a vuestra señora le haga merced en su Real nombre e uno o dos sitios de tierras realengas, donde las haya más cercanas a la ciudad de Granada, en que reside la agraciada, posesionándola en ellos para que las goce por juro de heredad a sus hijos y descendientes en memoria de la gloriosa acción que hizo en defensa del citado castillo”.

## En la cultura popular
La hazaña de Rafaela Herrera narrada gráficamente en el número 49 de la revista de historietas mexicana Aventuras de la vida real, del 1 de enero de 1960, titulado La guerrillera de luto.
La escena de Herrera disparando un cañón contra un barco inglés apareció en el reverso de los billetes de 5 córdobas, series A y B de 1991 y 1995, respectivamente. En el anverso estaba la efigie del cacique Diriangén.